# Peradach Bunkame
Peradach Bunkame (thailändisch พีรเดช บุญเข็ม; * 3. Januar 1997), auch als Keng bekannt, ist ein thailändischer Fußballspieler.

## Karriere
Peradach Bunkame stand bis Ende Mai 2020 beim Drittligisten Pluakdaeng United FC unter Vertrag. Mit dem Verein aus Rayong spielte er in der Eastern Region der Liga. Am 31. Mai 2020 wechselte er nach Nakhon Si Thammarat zum in der Southern Region spielenden Nakhon Si United FC. Die Saison 2021/22 stand er beim Ligarivalen MH Khon Surat City FC unter Vertrag. Für den Klub aus Surat Thani stand er 21-mal zwischen den Pfosten. Die Hinserie der Saison 2022/23 spielte er in der Northern Region beim Nakhon Mae Sot United FC. Die Rückserie stand er beim Dragon Pathumwan Kanchanaburi FC, der in der Western Region spielte, unter Vertrag. Am Ende der Saison feierte er mit dem Verein die Meisterschaft der Region und den anschließenden Aufstieg in die zweite Liga. Nach dem Aufstieg verließ er Kanchanaburi und schloss sich im Sommer 2023 dem ebenfalls in die zweite Liga aufgestiegenen Chanthaburi FC an. Sein Zweitligadebüt für den Verein aus Chanthaburi gab Peradach Bunkame am 20. August 2023 (2. Spieltag) im Heimspiel gegen den Nakhon Si United FC. Bei dem 4:1-Erfolg stand er in der Startelf und spielte die kompletten 90 Minuten. Nach elf Erstligaspielen wechselte er nach einer Spielzeit im Sommer 2024 zum Drittligisten Phitsanulok FC. Mit dem Verein aus Phitsanulok spielte er viermal in der Northern Region der Liga. Im Januar 2025 wechselte er wieder in die zweite Liga. Hier schloss er sich in Trat dem Trat FC an. Nach einem Zweitligaspiel wechselte er im Sommer wieder in die dritte Liga, wo er sich dem in der Western Region spielenden Saraburi United FC anschloss.

## Erfolge
Dragon Pathumwan Kanchanaburi FC
- Thai League 3 – West: 2022/23  ▲